# Парижский мирный договор (1814)
Парижский мирный договор 1814 года — мирный договор между участниками шестой антифранцузской коалиции (Россией, Великобританией, Австрией и Пруссией), с одной стороны, и Людовиком XVIII — с другой. Подписан в Париже 18 (30) мая 1814 года. Позднее к договору присоединились Швеция, Испания и Португалия. Договор предусматривал сохранение за Францией границ, существовавших на 1 января 1792 года, с добавлением лишь части герцогства Савойского, бывших папских владений Авиньона и Венессена и небольших полос земли на северной и восточной границе, ранее принадлежавших Австрийским Нидерландам и разным германским государствам (в том числе чисто немецкий городок Саарбрюккен с богатыми угольными копями), всего около 5 тыс. км² и более одного миллиона жителей.
Франции возвращалась большая часть колониальных владений, утраченных ею во время Наполеоновских войн. Швеция и Португалия вернули Франции все отнятые от неё колонии; Англия удержала за собой только Тобаго и Сент-Люсию в Вест-Индии и о-в св. Маврикия в Африке, но возвратила Испании о-в Гаити. Франции было предоставлено сохранить все захваченные ею предметы искусств, за исключением трофеев, снятых с Бранденбургских ворот в Берлине и похищений, сделанных в венской библиотеке. К уплате контрибуции она не была обязана.
Нидерланды восстановили независимость и были возвращены Оранскому дому. Швейцария была объявлена независимой. Италия, за исключением австрийских провинций, должна была состоять из независимых государств. Немецкие княжества объединялись в союз. Была объявлена свобода судоходства по Рейну и Шельде. Франция, по особому соглашению с Англией, обязалась уничтожить торговлю рабами в своих колониях. Наконец, было постановлено, что представители всех держав, принимавших участие в войне, соберутся, в двухмесячный срок, на конгресс в Вену для решения не выясненных ещё вопросов. Тайные статьи договора добавляли, что «союзники» распределят спорные территории, по частному соглашению, между собой и только представят о том на утверждение конгресса; было решено также, что Австрийские Нидерланды будут присоединены к Голландии, а Австрия взамен получит Венецию и Ломбардию. Франция заранее обязалась подчиниться всем решениям Венского конгресса.